# 유네스코 아시아·태평양무형문화유산국제정보네트워킹센터
유네스코 아시아·태평양무형문화유산국제정보네트워킹센터(International Information & Networking Centre for Intangible Cultural Heritage in the Asia-Pacific Region under the Auspices of UNESCO, ICHCAP)는 아시아·태평양 지역 48개 유네스코 회원국들과 함께 무형문화유산을 보호하고 증진하기 위하여 설립된 유네스코 산하 국제기구이자 대한민국 국가유산청 소관의 특수법인으로 국가유산청장이 당연직 이사장을 겸임하며 사무총장의 임명권을 갖는다. 전북특별자치도 전주시 완산구 서학로 95 (동서학동 896-1)에 있다.

## 설립 근거
- 무형국가유산 보전 및 진흥에 관한 법률 제 47조[5]

## 주요 업무
- 무형문화유산 보호와 관련된 협약 이행 증진
- 관련 지역사회의 참여와 대중에 대한 인식 제고
- 무형문화유산 보호를 위한 지역 및 국제협력 강화
- 정보통신기술을 이용한 무형문화유산 보호활동 증진

## 연혁
- 2005년 10월 유네스코 수석대표가 센터 설립 공식 표명 (제33차 유네스코 총회)
- 2006년 9월 한국문화재보호재단 특별기구로 아시아태평양무형문화유산국제정보네트워킹센터설립기획단 발족
- 2008년 4월 제179차 유네스코 집행이사회에 아시아태평양무형문화유산국제정보네트워킹센터 설립제안서 제출
- 2008년 12월 아시아태평양무형문화유산국제정보네트워킹센터설립기획단을 아시아태평양무형문화유산국제정보네트워킹센터로 직제 개편 및 국립문화재연구소 내로 센터 이전
- 2009년 10월 유네스코 아시아태평양무형문화유산국제정보네트워킹센터 한국 설립 공식 승인 (제35차 유네스코 총회)
- 2010년 5월 유네스코 협정 체결에 대한 국무회의 승인 및 대통령 재가
- 2011년 3월 유네스코 아시아태평양무형문화유산국제정보네트워킹센터 국내 설립 관련 문화재보호법 개정안 통과
- 2011년 6월 유네스코 아시아태평양무형문화유산국제정보네트워킹센터 설립을 위한 발기인 총회 개최[6]
- 2011년 7월 유네스코 아시아태평양무형문화유산국제정보네트워킹센터 공식 창립
- 2012년 1월 2일 유네스코 아시아태평양무형문화유산국제정보네트워킹센터 초대 이삼열 사무총장 취임[7]

## 조직

### 이사회
- 집행위원회
- 감사

#### 사무총장
- 정책개발실
- 기획관리실
- 연구정보실
- 협력네트워크실

세계유산해석센터 설립 추진단

## 사건·사고 및 논란

### 센터 전주 이전
2011년 6월 9일 전주시청에 따르면 “지난 8일 문화재청을 방문해 아·태무형유산센터 입지에 대한 문화재청의 공식 입장을 확인한 결과 예정대로 전주에 건립중인 아·태무형문화유산전당내로 입주시키겠다는 원칙에 변함이 없는 것으로 확인됐다”고 밝혔다. 전주시청 관계자는 아·태무형유산센터 타지역 입주설과 관련하여 “대전광역시 소재 국립문화재연구소 사무실을 사용하고 있는 아태무형유산센터가 2012년 6월 말 본격 출범을 앞두고 있는 상황에서 기구 및 인력 확대를 둘러싸고 사무 공간을 모색해 온 것은 사실이다”며 “2010년 12월부터 인천과 의견 교류를 하기는 했지만 2011년 4월 인천으로 이전하지 않는 것으로 최종 결론이 내려졌다”고 덧붙였다.
2012년 7월 3일 한국예술문화단체총연합회 대전광역시연합회는 성명을 통해 “대전광역시청은 아시아태평양무형문화유산국제정보네트워킹센터의 수호와 타 지역 이전 저지를 위해 가능한 모든 조치와 노력을 시행하라”고 촉구했다.
2012년 7월 26일 민주통합당 김윤덕 의원은 문화관광체육방송통신위원회 전체회의 중 문화재청을 상대로 한 업무보고 질의에서 “아시아태평양무형문화유산국제정보네트워킹센터의 이전논란과 관련한 공식 입장이 무엇이냐? 는 질문에 김찬 문화재청장이 ‘중장기 발전계획’을 중심으로 2009년도에 이미 확정된 사항이며, 2013년에 국립무형유산원이 완공되면 전주시로 이전한다는 게 기본 입장”이라며 이같이 밝혔다고 전했다.

## 같이 보기
- 국립무형유산원
- 아시아태평양무형문화유산전당
- 한국문화유산정책연구소